# Константінова Тетяна Євгенівна
Константінова Тетяна Євгенівна (25 липня 1947, м. Новоросійськ Краснодарського краю, РРФСР) — українська вчена-фізик, доктор фізико-математичних наук (1999), професор (2010).

## Навчання
Закінчила в 1970 році Донецький державний університет.

## Трудова діяльність
Т.Константінова в 1970 році почала працювати у Донецькому фізико-технічному інституті імені О. О. Галкіна НАН України. У 1988 році вона була призначена завідувачкою відділу фізичного матеріалознавства.

## Наукова діяльність
Наукові дослідження проводить з таких питань:
- фундаментальні проблеми водневої енергетики[3],
- розробка нових високоефективних матеріалів з функціональними і конструкційними властивостями та створення експериментальних зразків оксидно‐керамічних паливних комірок на основі ZrO2[4],
- фізика твердого тіла,
- мезоскопічні явища у твердих тілах,
- механізми деформації, фазові перетворення,
- фізика і технологія наноматеріалів.

Має три офіційно зареєстровані паненти.
Наукова керівниця спеціалізованої вченої ради Донецькому фізико-технічному інституті імені О. О. Галкіна НАН України.

### Наукові праці
- Константинова Т. Е. Мезоструктура деформированных сплавов / Т. Е. Константинова. — Донецк: Изд. ДонФТИ НАН Украины, 1997. — 170 с.
- Konstantinova T.E. Nanomaterials for SOFC Electrolytes and anodes on the base of zirconia / T.E.Konstantinova, I.A.Danilenko, N.P.Pilipenko, G.K.Volkova. Electrochemical Societty Proceedings. — № 1934. — 2003. — 153 р.
- Tokiy N.V. Influence of oxigen vacancies and 26 d-impurity on electronic and transport properties of zirconia / N.V.Tokiy, T.E.Konstantinova, V.V.Tokiy D.L.Savina. — Electroch. Soc. Proc. — № 1934. — 2003. — 181 р.
- Konstantinova T.E. TEM, ESR and XRD studies of thermally induced formation of nanocrystalline zirconia / T.E.Konstantinova, I.A.Danilenko, A.A.Dobrikov, G.K.Volkova, V.V.Tokiy, S.Gorban // Advances in Science and Technology. — № 30,. — 2003. — 187 р.
- Danilenko Y.A. Phase transformation in the synthesis of La0.7Sr03MnO3 nanopowders / Y.A.Danilenko, T.E.Konstantinova, G.K.Volkova, A.S.Doroshkevich, V.A.Glasunova // Functional materials. — № 3 (11). — 2004. — 608 р.
- Константинова Т. Е. Нанопорошки на основе диоксида циркония: получение, исследование, применение / Т. Е. Константинова, И. А. Даниленко, В. В. Токий, Г. К. Волкова, В. А. Глазунова, Н. В. Токий, Н. П. Пилипенко, А. С. Дорошкевич, И. К. Носолев // Наносистемы, наноматеріали, нанотехнологі. — 2004. — № 2. — 608 с.
- The mechanism of particle formation in Y-doped ZrO2 // Intern. J. Nanotechnology. 2006. Vol. 3, № 1 (співавт.);
- Эволюция дислокационной структуры металлических систем в условиях высоких давлений // ФТВД. 2009. Т. 19, № 1;
- Defect studies of nanocrystalline zirconia powders and sintered ceramics // Phys. Rev. B. 2010. Vol. 81 (співавт.);
- Structure and surface characterization of ZrO2–Y2O3–Cr2O3 system // Applied Surface Science. 2010. Vol. 256 (співавт.).

## Громадська діяльність
Т.Константінова обрана членом бюро Українського матеріалозначого товариства.

## Нагороди
В 2015 році була нагороджена Державною премією України в галузі науки і техніки за роботу «Сучасні технології синтезу нанодисперсних порошків для матеріалів та виробів конструкційного, функціонального і біомедичного призначення».